# Cándido López

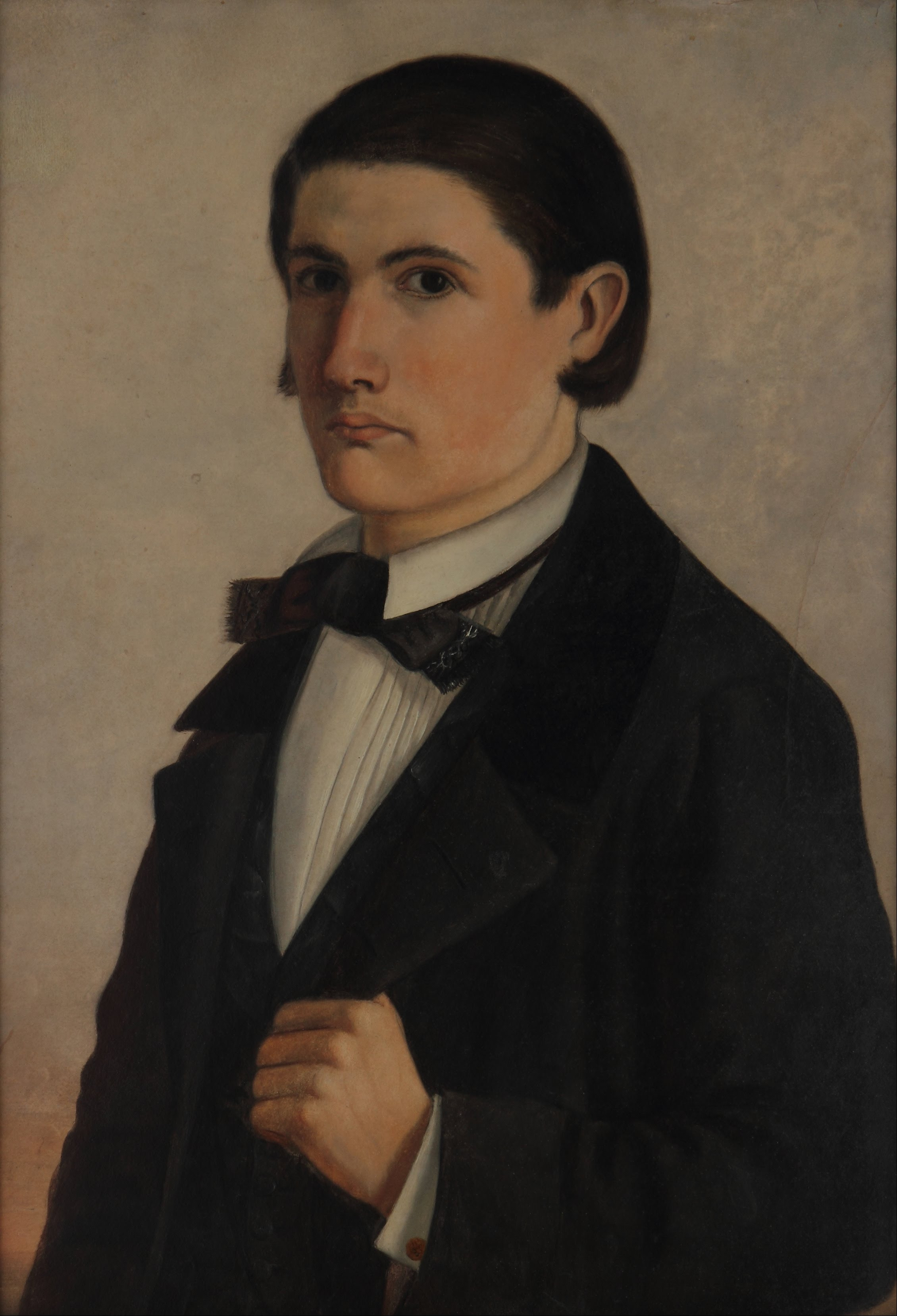
Selbstporträt Cándido Lopez 1858

Cándido López (geb. 29. August 1840 in Buenos Aires; gest. 31. Dezember 1902 ebenda) war ein argentinischer Soldat und Maler der naiven Kunst, der für seine historischen Gemälde des Tripel-Allianz-Kriegs, in dem er gekämpft hatte, berühmt ist.

## Leben

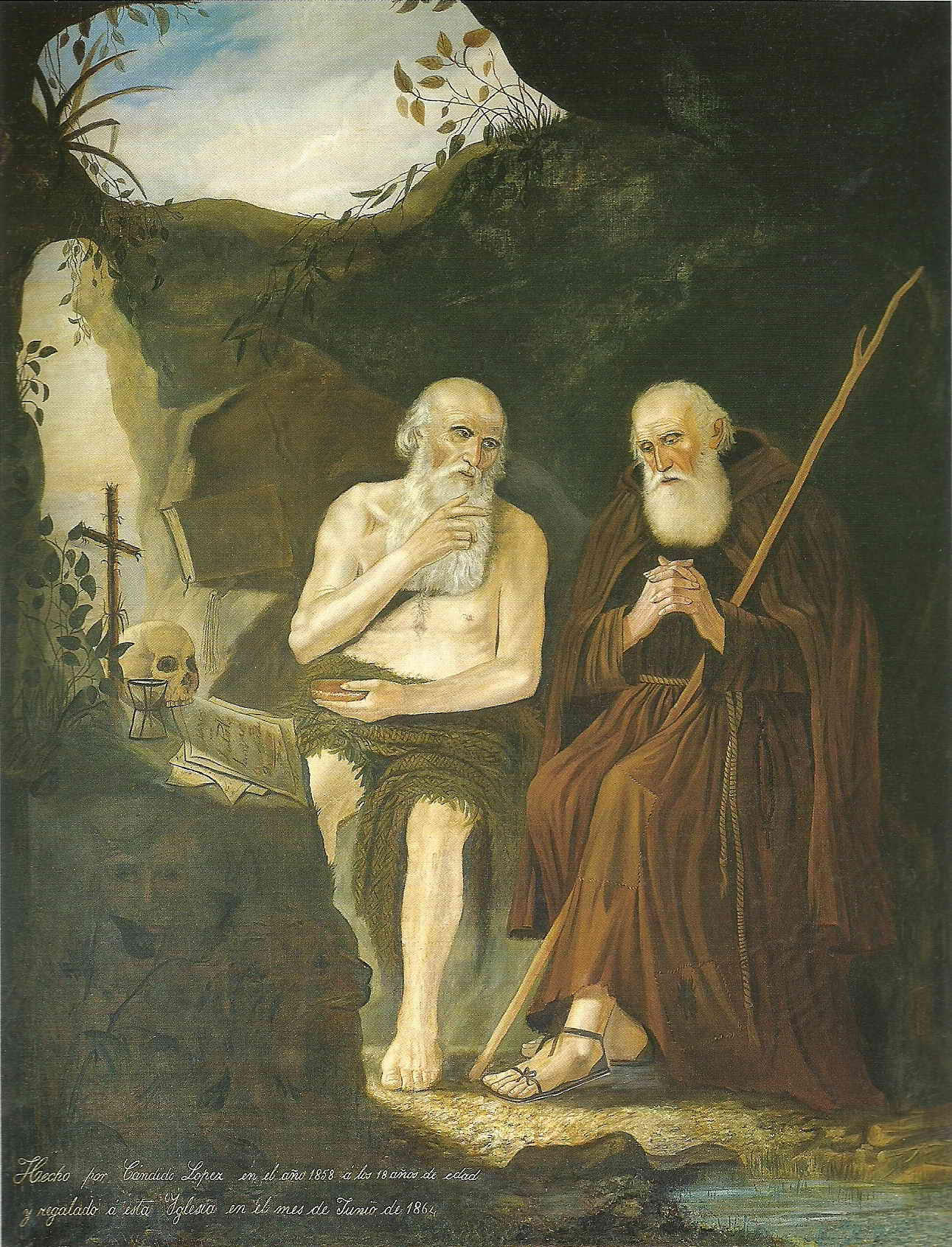
San Jerónimo (1858) 232 × 178 cm – Öl auf Leinwand – Sammlung Kirche San Luis Gonzaga – Mercedes (Bs. As.).

López begann seine künstlerische Laufbahn 1858 als Daguerreotypist und als Schüler des lokalen Porträtisten und Fotografen Carlos Descalzo. Da die Daguerreotypie eine extreme Komposition und Vorplanung des Bildes erforderte, begann er in dieser Zeit mit der Arbeit an den Skizzen, die ihn allmählich dazu bringen sollten, sich der Malerei zu widmen. Seine Kenntnisse der Daguerreotypie sollten sich als wichtig für seine spätere Karriere als Maler erweisen: Er wurde zum Beobachter des Bildausschnitts, der die Realität akribisch beobachtete und daran interessiert war, das zu dokumentieren, was er als Augenblick ansah, um zu versuchen, es zu „verewigen“.
Sein erstes Ölgemälde, das 1858 entstand, trug den Titel „El mendigo“ (deutsch „Der Bettler“). In diesem Jahr malte er auch sein „Selbstporträt“. Zwischen 1859 und 1863 bereiste er die damaligen Kleinstädte und Dörfer der Provinz Buenos Aires und den Süden der Provinz Santa Fe und machte eine große Anzahl von Fotos. Im Jahr 1860 ließ er sich in Mercedes nieder, wo er zwei Jahre später Porträts des kurz zuvor in sein Amt eingeführten Präsidenten Bartolomé Mitre aufnahm. Kurze Zeit später ließ er sich in San Nicolás de los Arroyos nieder.

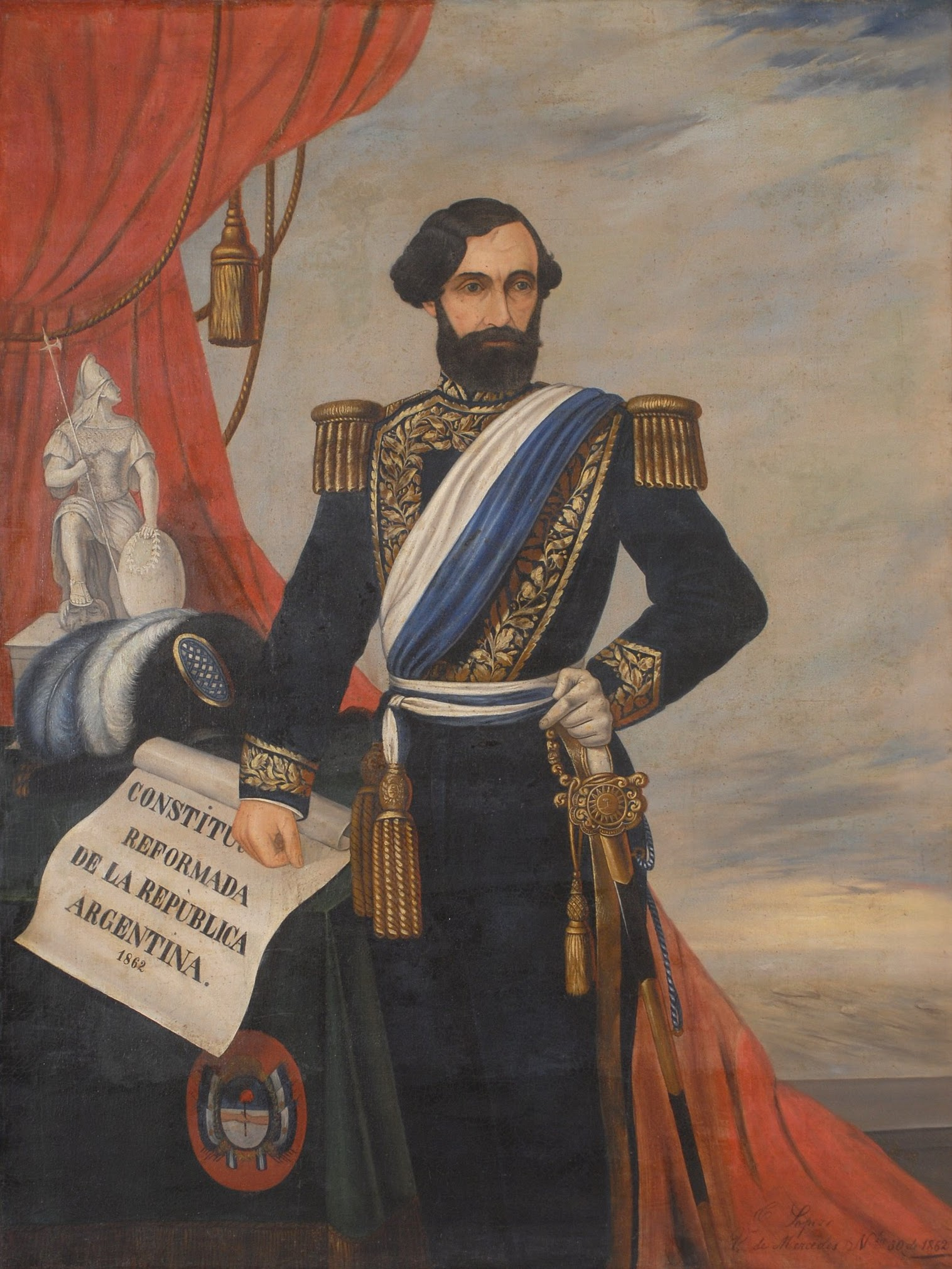
Porträt des Präsidenten Bartolomé Mitre (1862).

Im Jahr 1863 schloss er Freundschaft mit dem aus Italien stammenden Wandmaler Ignacio Manzoni, der ihn ermutigte, Farbe und Perspektive zu erforschen. Auch Baldassare Verazzi, ebenfalls ein italienischer Maler, der sich in Argentinien niederließ, war sein Lehrer. Er plante gerade eine Ausbildungsreise nach Europa, als der Krieg mit Paraguay ausbrach. Er trat als Leutnant in das Infanteriebataillon San Nicolás unter Oberst Juan Carlos Boerr in der Division von General Wenceslao Paunero ein.
Er nahm an den Schlachten von Paso de la Patria (Pehuajó) und Itapirú teil. In der freien Zeit zwischen den Schlachten – sein Regiment nahm in dieser Zeit nicht an offensiven Operationen teil – malte er mehrere Landschaften von Militärlagern. Er schickte sie nach Buenos Aires, wo sie verkauft wurden und sich großer Beliebtheit erfreuten, da die Bevölkerung an allem interessiert war, was ihr die Situation an der Front näher brachte. Später nahm er an den Schlachten von Estero Bellaco, Yataytí Corá, Boquerón und Sauce teil. In der Schlacht bei Curupaytí im September 1866 trennte ihm eine Granate einen Teil des rechten Arms ab, so dass er sich als Kriegsinvalide zurückzog. Monate später, nach seiner Genesung in Corrientes, kehrte er nach San Nicolás zurück.

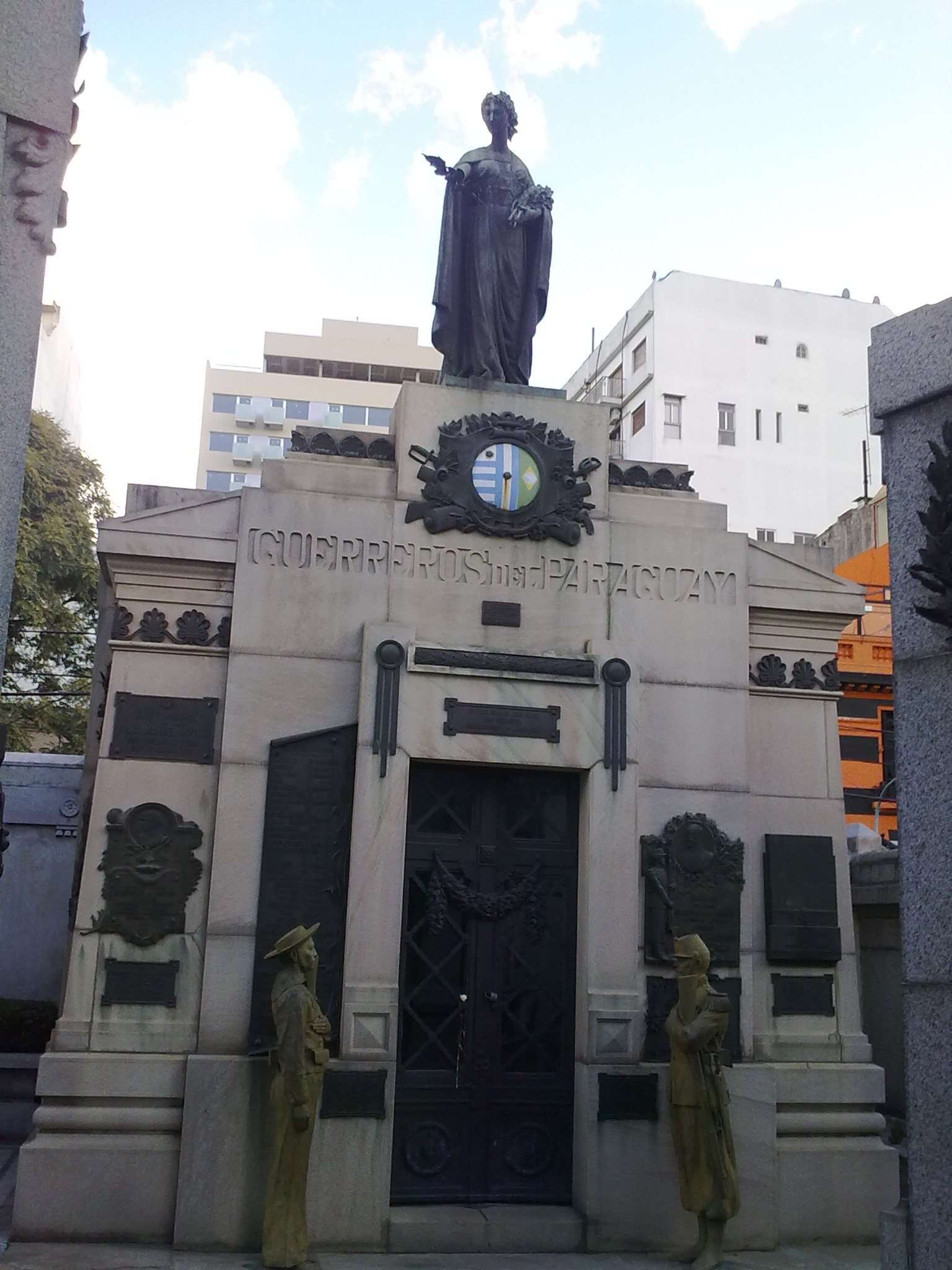
Pantheon, wo die sterblichen Überreste des Malers aufbewahrt werden.

Von Armut bedroht, begann López mit der linken Hand zu malen, obwohl er sich erst um 1869 wieder für fähig hielt, sich der Kunst zuzuwenden. So kehrte er zur Malerei zurück, konzentrierte sich aber auf die Darstellung der Schlachtfelder und Lager des paraguayischen Krieges. Später lebte er mehrere Jahre in San Antonio de Areco und Merlo (Buenos Aires).
Da er jedoch nicht zu finanziellem Wohlstand gelangte, wandte er sich 1887 in einem Brief an den ehemaligen Präsidenten Mitre und bat ihn, sich für eine öffentliche Unterstützung einzusetzen. Mitre, eine sehr einflussreiche Person, wurde sein Kunde und gab ihm eine Subvention im Austausch für eine Reihe von Gemälden, die den „Paraguay-Krieg“ dokumentierten. Ausgehend von einigen Skizzen, die zwischen 1865 und 1870 entstanden, malte López zwischen 1888 und 1901 seine wichtigsten Bilder. López versuchte, etwa hundert Bilder zu malen, und schaffte es, 52 zu vollenden.
Viele dieser Werke erschienen unter der Signatur „Zepol“, einem Pseudonym, das der Umkehrung seines Nachnamens entspricht. Er lebte in verschiedenen Teilen der Provinz, wie Merlo und Baradero, und fand in der Person des argentinischen Diplomaten Norberto Quirno Costa einen Gönner, in dessen Haus er sechs Jahre lang lebte, während dieser Zeit konnte er sich ganz der Malerei der Schlachten seiner Erinnerungen widmen.
Seine letzte Ruhestätte fand er in Buenos Aires, wo er in der Calle Güemes 924 (3838 der neuen Nummerierung) wohnte und am 31. Dezember 1902 an akuter Herzmuskelentzündung starb. Seine sterblichen Überreste wurden im Panteón de los Guerreros del Paraguay auf dem Friedhof La Recoleta beigesetzt. Seine Werke werden im Museo Histórico Nacional, Museo Mitre, Museo de Luján, Museo de San Nicolás und Museo de Bellas Artes aufbewahrt.

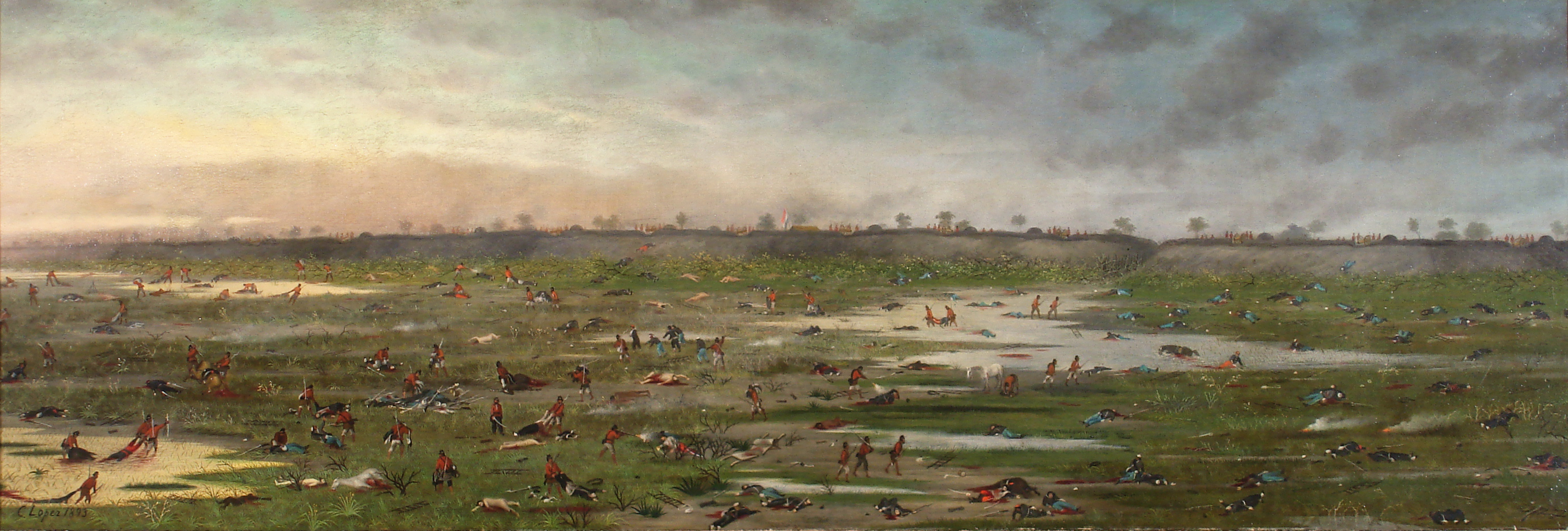
Nach der Schlacht von Curupaytí, von Cándido López, 1893. Museo Nacional de Bellas Artes (Buenos Aires)

## Beschreibung seiner Werke

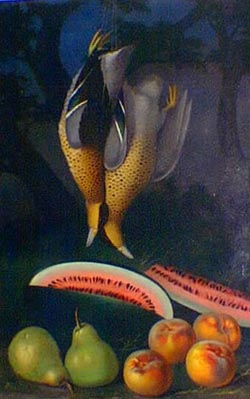
Stillleben, von Cándido López. 1899. Museo Nacional de Bellas Artes (Buenos Aires)

In seinen Kriegsbildern erscheinen die Kämpfer auf beiden Seiten meist als winzige Schatten, in denen sich die Farben der bunten, feierlichen Uniformen bewegen. Die Malerei dieses Krieges ist dantesk, sie zeigt die Bewegungen der bunten Massen in heiteren und manchmal traumhaften Landschaften, wie zum Beispiel in Empedrado, inmitten der schönen Palmenhaine von Yatay, oder unter einem wolkenlosen Himmel – wie in dem Gemälde mit dem Titel „Invernada del ejército oriental“ (deutsch Winter der östlichen Armee).
Auffallend ist das ungewöhnliche Format seiner Landschaftsgemälde, die im Verhältnis eins zu drei – z. B. 40 × 105 cm oder 48,5 × 152 cm – sehr waagerecht sind, was es ihm ermöglicht hat, gleichzeitige und mehrfache Handlungen sehr detailliert darzustellen und die natürlichen Schauplätze der Episoden zu beschreiben, während er gleichzeitig alle Bilder trotz der Größe der Werke mit großer Sorgfalt gestaltete.
Obwohl er anfangs eine dreieckige, bodennahe Perspektive verwendete, ging er später zu einer anderen über, die zu einem auffälligen Merkmal werden sollte: die sehr hohen Standpunkte, die die Tiefe der Perspektiven noch weiter distanzieren und den Blick auf ferne Horizonte lenken, wo der Krieg verschwimmt und überwältigt zu sein scheint… zum Beispiel in den weichen, pastellfarbenen Tönen eines Sonnenuntergangs, als ob er versuchen würde, sich vom Drama zu distanzieren. Seine Bildstrukturen sind einfach und fest: zwischen einer Ebene der Erde und einer Ebene des Himmels.
Die andere relevante Gruppe von Gemälden von López bilden Szenenbilder und Stilleben, bei denen die Rahmen vertikal sind und die Figuren in einsamen Gruppen fast schrill vor dunklen Hintergründen mit melancholischen und intimen Nuancen leuchten.

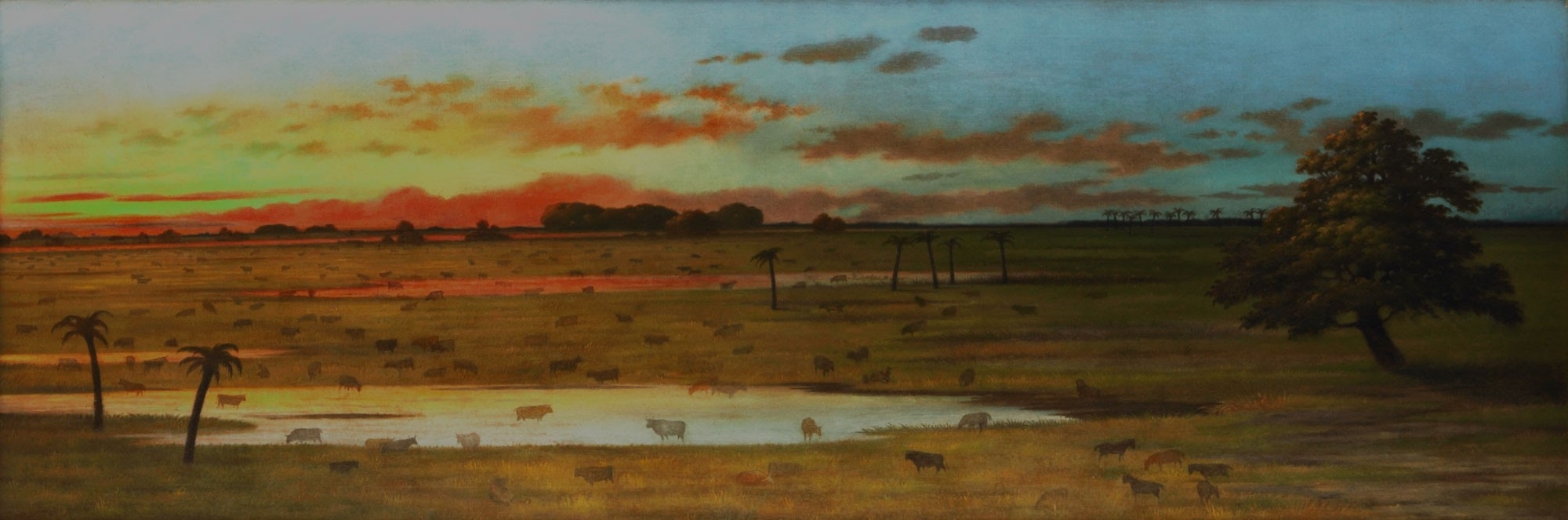
Überwinterung der Ostarmee, 5. April 1866, von Cándido López, 1887–1902. Museo Nacional de Bellas Artes (Buenos Aires)
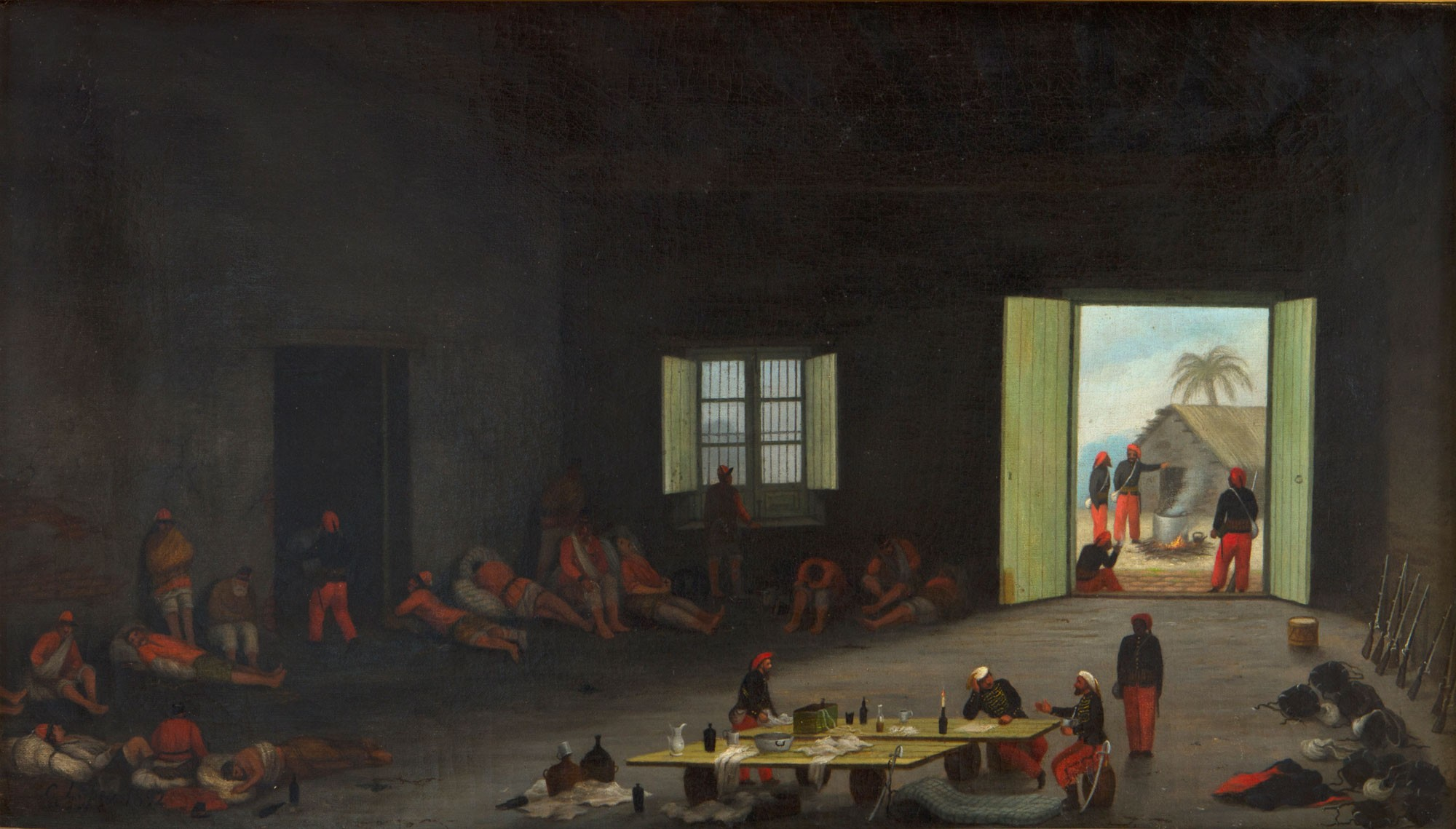
Verwundete paraguayische Soldaten, Gefangene in der Schlacht von Yatay, von Cándido López, 1892. Museo Nacional de Bellas Artes (Buenos Aires)
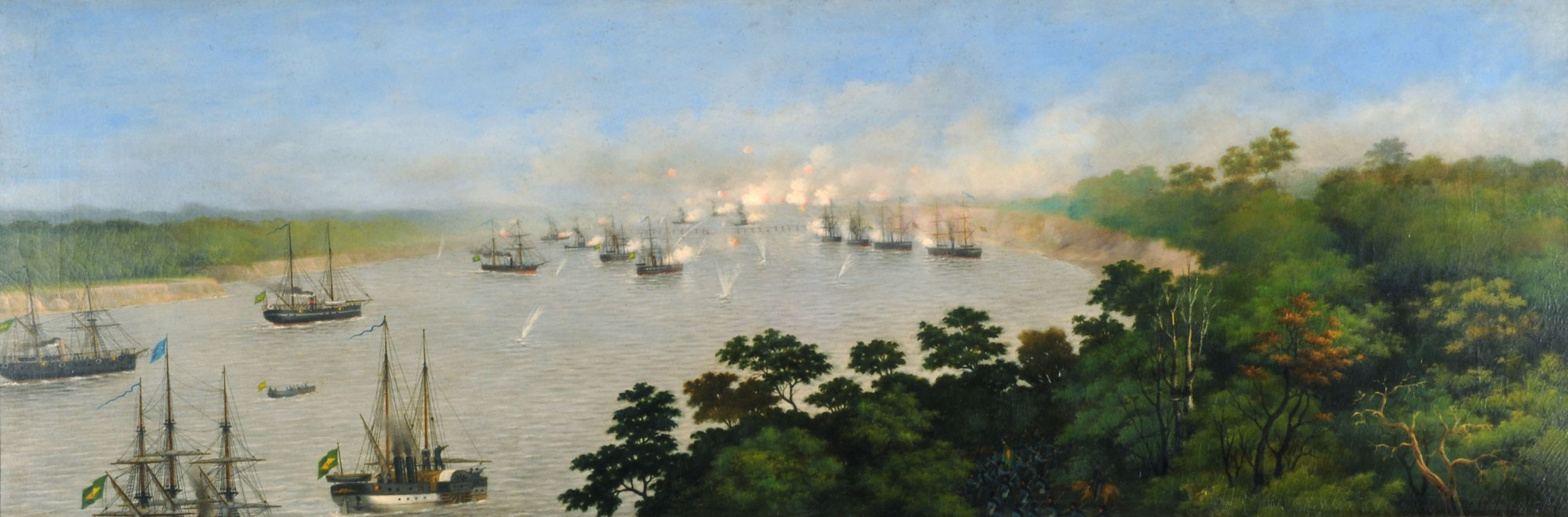
Angriff des brasilianischen Geschwaders auf die Batterien von Curupayti, 22. September 1866, von Cándido López, 1901. Museo Nacional de Bellas Artes (Buenos Aires)
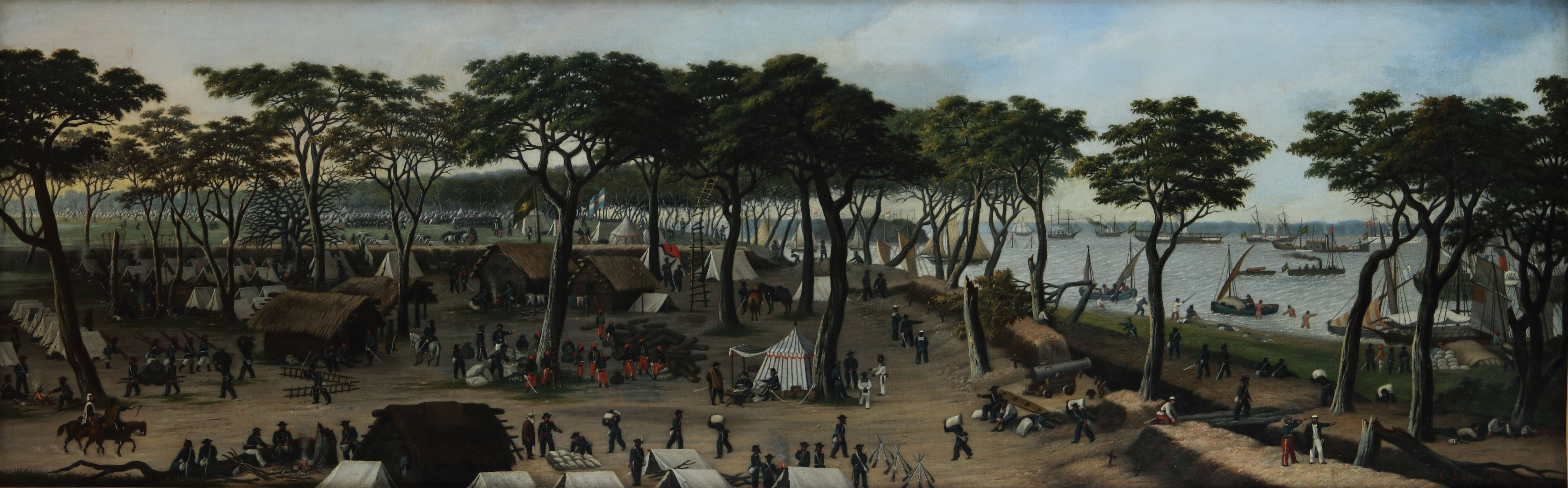
Innenansicht von Curuzú von flussaufwärts (von Norden nach Süden) am 20. September 1866, von Cándido López, 1891. Museo Nacional de Bellas Artes (Buenos Aires)
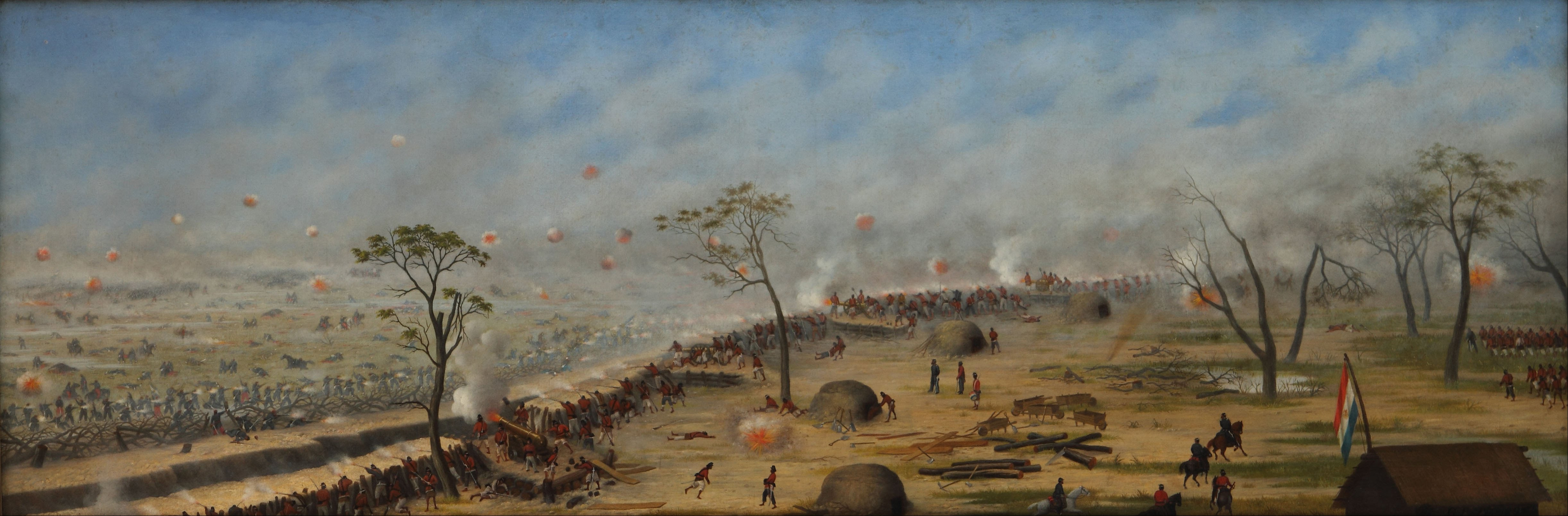
Schützengraben von Curupaytí, von Cándido López, 1893. Museo Nacional de Bellas Artes (Buenos Aires)
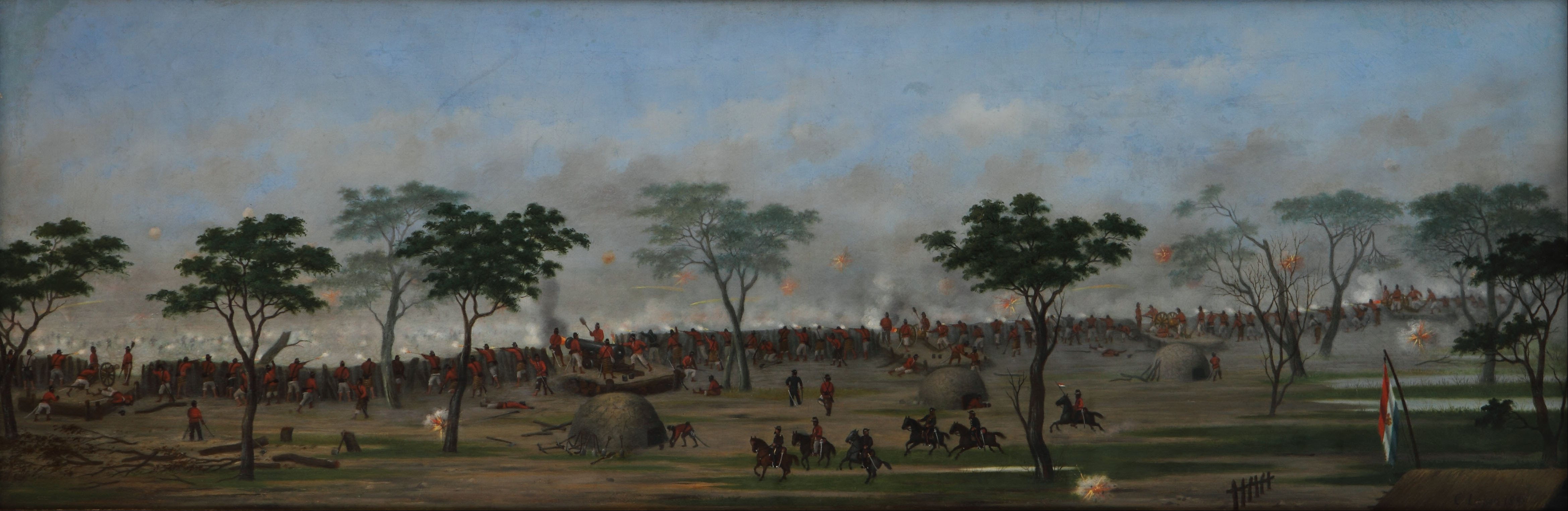
Schützengraben von Curupaytí, de Cándido López, 1899. Museo Nacional de Bellas Artes (Buenos Aires)
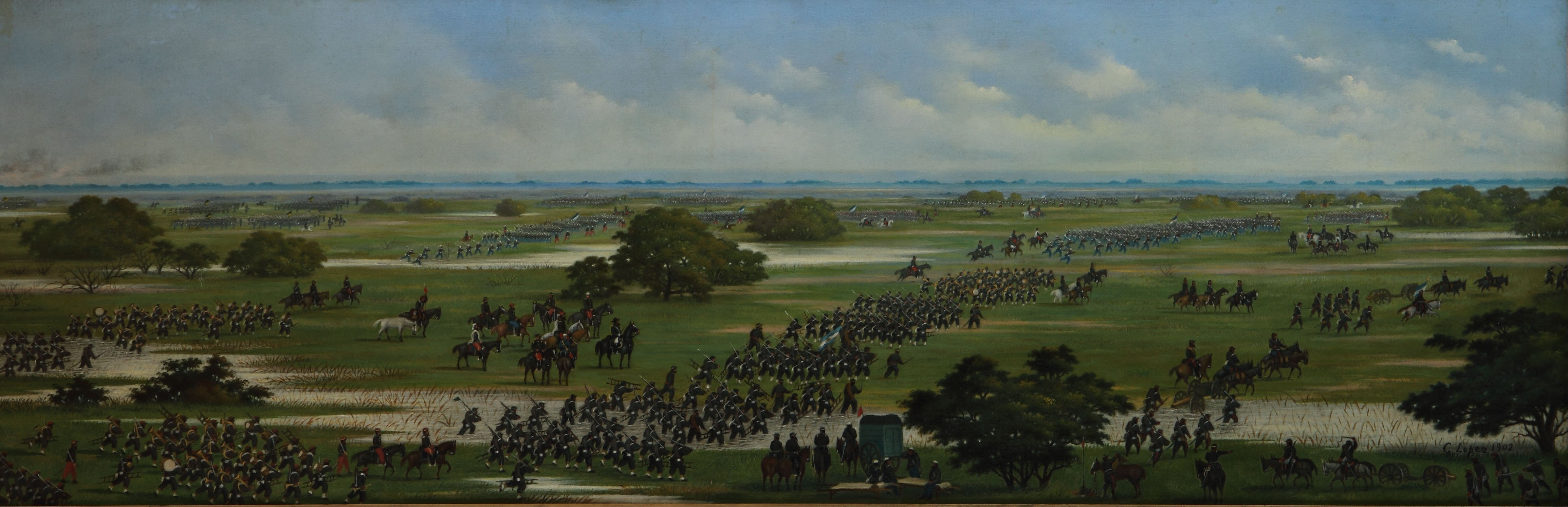
Marsch der argentinischen Armee zur Einnahme der Stellung für den Angriff auf Curupaytí, 22. September 1866, von Cándido López, 1902. Museo Nacional de Bellas Artes (Buenos Aires)

## Hauptwerke
- Pasaje del Arroyo San Joaquín, 18 de agosto de 1865 (deutsch Passage des San Joaquin Creek, 18. August 1865) (zwischen 1876 und 1885)
- Campamento argentino frente a Uruguayana, El Naranjal (deutsch Argentinisches Lager vor der Uruguayana, El Naranjal) (zwischen 1876 und 1888)
- Invernada del ejército oriental (deutsch Überwinterung der Ostarmee) (zwischen 1887 und 1888)
- Batalla de Tuyuty (deutsch Schlacht von Tuyuty) (ca. 1885)
- Naturaleza Muerta (deutsch Stilleben)(1896)
- Yataytí Corá (zwischen 1887 und 1902)
- El Campamento Frente a Itapirú (deutsch Das Lager vor Itapirú)
- La Batalla de Yatay (deutsch Die Schlacht von Yatay)
- La Escuadra en Paso de la Patria (deutsch Die Schwadron in Paso de la Patria)
- El Embarque en Paso de los Libres (deutsch Die Einschiffung in Paso de los Libres)
- Boquerón
- Batalla de Curupayty (deutsch Schlacht von Curupayty), zu der er neun Bilder malte.
- El Mendigo (1858)
- San Jerónimo (1858)

## Film mit seinen Werken
Im April 2005 wurde im Rahmen des Buenos Aires Internationales Festival des Independent-Films (BAFICI) – wo er den Publikumspreis gewann – der Dokumentarfilm „Cándido López – Los campos de batalla“ veröffentlicht, eine Koproduktion zwischen Argentinien und Paraguay, unter der Regie des argentinischen Filmemachers José Luis García, mit der ausführenden Produktion der paraguayischen Filmemacherin Renate Costa („108 Cuchillo de Palo“) und unter der Aufsicht des paraguayischen Historikers Jorge Rubiani.
Es handelt sich um einen Dokumentarfilm, der die Folgen des Tripel-Allianz-Kriegs zwischen Brasilien, Uruguay und Argentinien gegen Paraguay anhand der von Cándido López gemalten Bilder beleuchtet.
Der 102-minütige Film wurde auf lateinamerikanischen Festivals in Rio de Janeiro, Paris, Biarritz und Toulouse gezeigt. Seine kommerzielle Premiere hatte er am 2. März 2006 in Buenos Aires. In Asunción wurde er im September 2005 in einer Galavorstellung gezeigt.